# Набалампрофиллит
Набалампрофиллит (англ. nabalamprophyllite) — редкий силикат группы лампрофиллита, впервые описанный как самостоятельный минерал в 2004 г. Обнаружен в массивах Инагли в Южной Якутии и Ковдора на Кольском полуострове.

## Свойства
Твёрдость 3 по шкале Мооса. Спайность совершенная. Цвет варьируется между месторождениями: в Инагли — от желтовато-коричневого до светло-коричневого, в Ковдоре — яркий золотисто-жёлтый. Кристаллическая структура представляет собой трёхслойный пакет: октаэдрический слой, содержащий натрий и титан, окружён тетраэдрическими слоями, содержащими кремний, либо пятивершинниками, содержащими титан, с катионами бария и натрия в межслоевом пространстве.

## Происхождение названия
Назван как Na- и Ba-доминантный аналог лампрофиллита.